# Primera División Uruguaya 1931
Il campionato era formato da dodici squadre e il Montevideo Wanderers vinse il titolo.

## Classifica finale
| Pos. | Squadra              | G  | V  | N | P  | GF | GS | Punti |
| ---- | -------------------- | -- | -- | - | -- | -- | -- | ----- |
| 1    | Montevideo Wanderers | 22 | 17 | 5 | 0  | 45 | 10 | 39    |
| 2    | Nacional             | 22 | 15 | 6 | 1  | 49 | 13 | 36    |
| 3    | Rampla Juniors       | 22 | 14 | 3 | 5  | 36 | 23 | 31    |
| 4    | Peñarol              | 22 | 9  | 8 | 5  | 29 | 15 | 26    |
| 5    | Central              | 22 | 7  | 9 | 6  | 28 | 24 | 23    |
| 6    | Misiones             | 22 | 9  | 4 | 9  | 27 | 37 | 22    |
| 7    | Defensor             | 22 | 8  | 4 | 10 | 33 | 29 | 20    |
| 8    | Sud América          | 22 | 5  | 9 | 8  | 19 | 20 | 19    |
| 9    | Bella Vista          | 22 | 5  | 8 | 9  | 22 | 34 | 18    |
| 10   | Racing Montevideo    | 22 | 3  | 7 | 12 | 22 | 36 | 13    |
| 11   | Olimpia              | 22 | 3  | 3 | 16 | 29 | 59 | 9     |
| 12   | Capurro              | 22 | 2  | 2 | 18 | 19 | 50 | 6     |

G = Partite giocate; V = Vittorie; N = Nulle/Pareggi; P = Perse; GF = Goal fatti; GS = Goal subiti; 